# Marc Joannette
Marc Joannette (né le 3 novembre 1968 à Verdun au Canada) est un arbitre de hockey sur glace. Il a arbitré plus de 1 500 matchs de saison régulière de la Ligue nationale de hockey ainsi que la série finale de la Coupe Stanley en 2008, 2009 et 2018. 
Il a également participé à la Coupe du monde de 2004 et aux Jeux olympiques d'hiver de 2010.